# Tahar Doghmi
Tahar Doghmi (en arabe : طاهر الدغمي), né le 6 mai 1983, est un footballeur marocain.
Il évolue habituellement comme milieu de terrain.

## Carrière
Il a commencé sa carrière au Chabab Mohammedia et Rachad Bernoussi. Tahar Doghmi joue successivement dans les équipes suivantes : Rachad Bernoussi, Raja Club Athletic, Wydad de Fès, FUS Rabat, Sahel SC (en), JS El Massira et Rachad Bernoussi.